# Samsung Galaxy Grand 2
Samsung Galaxy Grand 2 là điện thoại thông minh phát triển bởi Samsung Electronics, lần đầu tiên công bố vào 26 tháng 11 năm 2013. Điện thoại có vi xử lý lõi-tứ 1,2 GHz và 1,5GB RAM, với bộ nhớ trong 8 GB có thể mở rộng lên đến 64 GB bằng cách sử dụng thẻ nhớ microSD. Điện thoại hỗ trợ kết nối internet thông qua 2G và 3G, ngoài ra còn có Wi-Fi. Hệ thống định vị bao gồm A-GPS và GLONASS với Google Maps. Điện thoại chạy trên hệ điều hành Android 4.3 (Jelly Bean) OS.
Galaxy Grand 2 có máy ảnh chính 8 MP có thể chụp ảnh và quay video ở độ phân giải cao. Máy ảnh chính có thể quay video Full HD với 1.920×1.080p 30 khung trên giây. Chất lượng có thể chuyển đổi từ HD ready thành Full HD tùy thuộc vào không gian bộ nhớ của mỗi tập tin video. Máy ảnh có LED flash giúp có thể nhìn thấy đối tượng khá tốt trong điều kiện thiếu sáng. Máy ảnh trước 1,9 MP. Tự động lấy nét, thẻ địa lý, chạm lấy nét và nhận diện khuôn mặt là một số tính năng được hỗ trợ trên điện thoại, cũng như ổn định hình ảnh, nhận diện nụ cười, và chỉnh sửa ảnh cơ bản.
Samsung Galaxy Grand 2 có dung lượng pin là 2600 mAh Li-Ion có khả năng kéo dài 17 tiếng. Màn hình 5,25 in (13,3 cm) TFT HD,cảm ứng đa chạm 16 triệu màu.

## Tính năng
Galaxy Grand 2 phát hành với Android 4.3 Jelly Bean. Samsung tùy biến giao diện của nó với TouchWiz Nature UX. Cũng như các ứng dụng từ Google, bao gồm Google Play, Gmail và YouTube, có quyền truy cập vào Samsung apps như ChatON, S Suggest, S Voice, Smart Remote (Peel) và All Share Play.
Phát hành ra 2 biến thể, SM-G7102 với khe 2 SIM, và SM-G7105 với hỗ trợ mạng LTE, 2 khe micro SIM với cả hai chế độ chờ. Khi so sánh với sản phẩm trước, nó được cải thiện kích thước màn hình, độ phân giải, và Pixel trên inch.
Galaxy Grand 2 có sim 3G đơn, biến thể 3G sim đôi với một khả năng biến thể LTE trong tương lai. Bộ nhớ trong 8 GB, với thẻ nhớ microSDXC để mở rộng. Màn hình 5.25-inch TFT với độ phân giải 1280x720 pixel. Máy ảnh trước 1.9 MP không có flash và 8 MP máy ảnh chính. Nó có khả năng quay video HD video.